# Elecciones presidenciales de Francia de 1965
Las elecciones presidenciales de Francia de 1965 se celebraron en diciembre, constituyendo las segundas elecciones presidenciales de la Quinta República Francesa y las primeras presidenciales directas desde 1848. Se realizaron poco después de un controvertido proyecto de reforma constitucional impulsado por el presidente Charles De Gaulle para introducir una jefatura de estado ejecutiva elegida por el pueblo. Dichos cambios fueron aprobados en referéndum en octubre de 1962.
Tal y como se esperaba desde la reforma constitucional, De Gaulle fue reelegido. Sin embargo, los comicios resultaron históricos por el inesperadamente buen desempeño de la oposición de centroizquierda, que impidieron al Presidente incumbente ganar con mayoría absoluta de una sola vez. Al realizarse la primera vuelta de las elecciones, el 5 de diciembre, De Gaulle solo obtuvo mayoría simple con el 44.65% de los votos, debiendo programarse un balotaje entre él y el candidato socialista François Mitterrand, para el 21 de diciembre. En última instancia, De Gaulle derrotó a Mitterrand con el 55.20% de los votos. Sin embargo, el avance opositor fue evidente, y De Gaulle estuvo a punto de retirarse del balotaje, al ver la falta de mayoría absoluta como una demostración de que estaba perdiendo popularidad.

## Antecedentes
El primer Presidente francés elegido por voto popular, y el primero en contar con poderes ejecutivos, fue Carlos Luis Napoleón Bonaparte, electo en 1848, tras la proclamación de la Segunda República Francesa. Imposibilitado por la constitución para aspirar a la reelección, Bonaparte ejecutó un golpe de Estado en 1851, asumiendo poderes dictatoriales, y finalmente declarando el Segundo Imperio Francés con él como Emperador Napoleón III, que duraría hasta su deposición en 1870. Desde entonces, los dos gobiernos republicanos que tuvo Francia con posteridad (la Tercera y la Cuarta República Francesa) fueron repúblicas estrictamente parlamentarias en las cuales el jefe de Estado tenía una función meramente ceremonial. Tras su llegada al poder, en 1958, Charles De Gaulle había iniciado el proceso para reinstaurar una jefatura de estado ejecutiva que contrapesara el amplio poder que ostentaba Primer ministro bajo la constitución de 1946. A pesar de que logró instituirla y fue elegido presidente, la elección debió ser indirecta, debido a las reticencia constante a establecer un Presidente elegido por sufragio. Sin embargo, De Gaulle logró someter esta idea a referéndum en 1962, decidiéndose que se aplicaría la nueva modalidad antes de que expirara el mandato de De Gaulle en 1966.

## Candidaturas y campaña
La campaña comenzó formalmente el 19 de noviembre. La campaña también mostró la importancia de la televisión, (en ese momento, en Francia había alrededor de 6.385.000 de televidentes). Oficialmente, cada candidato tenía la misma cantidad de minutos para hacer una campaña televisiva diaria. François Mitterrand y Jean Lecanuet dieron especial importancia a su imagen pública en televisión basándose en las elecciones presidenciales de Estados Unidos de 1960. Ambos candidatos consideraban que el debate televisivo fue la mejor arma de John F. Kennedy para derrotar a Richard Nixon.

### Charles De Gaulle
Convencido de un triunfo aplastante, De Gaulle anunció su candidatura a la reelección muy tardíamente, el 4 de noviembre, durante un discurso televisado a las 20:00 hs: "Que la adhesión franca y masiva de los ciudadanos me comprometa a permanecer en el cargo, el futuro de la nueva República estará decididamente asegurado. De lo contrario, nadie puede dudar de que se derrumbará inmediatamente".
Uno de los principales aspectos que se consideran motivos por los cuales De Gaulle no obtuvo mayoría absoluta en primera ronda es que no realizó una campaña muy activa, convencido de su triunfo de antemano. Uno de sus afiches de campaña más conocidos era una representación de Marianne (símbolo de la República Francesa) como una niña con la frase: "Tengo siete años, déjame crecer", definiendo a De Gaulle como el garante del mantenimiento de la recientemente instaurada Quinta República. Inicialmente, De Gaulle prestó poca o ninguna importancia a la televisión, aunque luego de que las encuestas mostraran que no podría evitar una segunda vuelta, realizó dos entrevistas el 30 de noviembre y el 3 de diciembre, sorprendiendo al público con su voz relajada y su libertad de tono.
Cuando comenzó la campaña de la segunda vuelta, De Gaulle rechazó rotundamente la posibilidad de utilizar el pasado de Mitterrand para desestabilizarlo, tal y como sugería su Ministro del Interior, Roger Frey. De Gaulle se opuso notablemente a la publicación de una fotografía de Mitterrand con el mariscal Philippe Pétain, y a cualquier investigación de sus lazos con René Bousquet.

### François Mitterrand
El principal opositor a De Gaulle era el socialista François Mitterrand, presidente del partido Convención de Instituciones Republicanas. En septiembre, se las había arreglado para unificar a las fuerzas de la izquierda no comunista en la Federación de la Izquierda Democrática y Socialista (FGDS), que se había convertido en el principal bloque opositor al gaullismo, sirviendo también como una alternativa viable al Partido Comunista Francés (PCF), que hasta entonces había sido el principal partido de la oposición. Anunció su candidatura días después, el 9 de septiembre, con mucha antelación, y obtuvo rápidamente la nominación de la alianza centroizquierdista. Recibió el apoyo de todos los partidos de la coalición y, finalmente, del PCF, que temía perder su hegemonía opositora. Rápidamente se convirtió en el único candidato de todas las fuerzas de izquierda, ya que era el único visto por todas las organizaciones de la alianza como "presentable".
Opositor declarado a De Gaulle y a las instituciones de la Quinta República, Mitterrand utilizó su edad como un recurso electoral, contando con cuarenta y nueve años al momento de los comicios, siendo su eslogan de campaña: "Un presidente joven para una Francia moderna", y criticando sin tapujos al gaullismo. Fue precisamente su vigorosa campaña y la edad de De Gaulle (setenta y cinco) lo que lo llevaría a aventajar al Presidente incumbente en las elecciones.

### Jean Lecanuet
Jean Lecanuet era presidente del Movimiento Republicano Popular, y senador por Seine Maritime, jugando un papel trascendental en revivir la oposición centroderechista al gaullismo. Lecanuet era incluso más joven que Mitterrand, y utilizó este recurso también durante su campaña. Realizó una campaña moderna, con apariciones televisivas periódicas, encuestas y empresas de consultoría en comunicación. Sus actuaciones televisadas, durante las cuales fue interrogado por el popular periodista Leon Zitrone, fueron bien recibidas por el público e hicieron que Lecanuet, que era relativamente desconocido para la población fuera de su distrito, se hiciera conocido por primera vez. En última instancia esto electoralmente no le sirvió de mucho, y obtuvo el 15% de los votos. Para la segunda vuelta, simplemente recomendó a sus partidarios "no votar por De Gaulle", rechazando apoyar abiertamente a Mitterrand.

### Otros
Los otros candidatos tuvieron una implicación simplemente anecdótica:
- A pesar de sus esperanzas iniciales, la campaña del ultraconservador Jean-Louis Tixier-Vignancour dirigida por Jean-Marie Le Pen, no tuvo prácticamente ningún éxito, después de que De Gaulle capitalizara el 60% del voto de la extrema derecha.[10]
- El candidato Pierre Marcilhacy, del Partido Liberal Europeo, senador por Charente, no gozaba de popularidad alguna fuera de su región de origen.
- Marcel Barbu, de tendencia autogestionaria, se presentó como un candidato defensor del ciudadano común. Quedó último con tan solo 1.15% de los votos.

## Primera vuelta
|  | 44.65 % |

|  | 31.72 % |

|  | 15.57 % |

|  | 5.20 % |

|  | 1.71 % |

|  | 1.15 % |

|  | 100 % |

|  | 98.99 % |

|  | 1.01 % |

|  | 84.75 % |

|  | 15.25 % |

## Segunda vuelta
|  | 55.20 % |

|  | 44.80 % |

|  | 100 % |

|  | 97.26 % |

|  | 2.74 % |

|  | 84.32 % |

|  | 15.68 % |